# قلمرو شیتزوکو
قلمرو شیتزوکو (به ژاپنی: 志筑藩（しづくはん)، یک قلمرو فئودالی یا هان (ژاپن) تحت حکومت شوگون‌سالاری توکوگاوا دوره ادو ژاپن، واقع در ولایت هیتاچی بود.